# Bildfolgezeit
Als Bildfolgezeit bezeichnet man in der Fotografie die Zeitspanne nach einer Aufnahme, nach der die Kamera ein Folgebild anfertigen kann. Als Kehrwert der Bildfolgezeit ergibt sich die erreichbare Bildfrequenz.
Die Bildfolgezeit ist unter anderem abhängig von:
- der Geschwindigkeit der kamerainternen Bildverarbeitung und -Kompression,
- der Dateigröße der Bilddatei,
- der Größe eines kamerainternen Pufferspeichers sowie
- der Geschwindigkeit des Speichermediums.

Viele Digitalkameras bieten neben den hochaufgelösten Bildfolgen noch weitere Betriebsarten für schnellere Bildfolgen (Ultra-High-Speed-Modus), dabei wird jedoch die Kameraauflösung und damit die Dateigröße auf XGA-, SVGA- oder gar VGA-Abmessungen reduziert.
Zusätzlich ist ggf. die Funktionsweise des Autofokus bei schnellen Bildfolgen zu berücksichtigen: abgesehen von wenigen Spitzenmodellen speichert der Autofokus einer Kompaktkamera in der Regel die gemessene Schärfe bei der ersten Aufnahme und führt sie bei den Folgeaufnahmen nicht mehr nach. Die meisten modernen Spiegelreflexkameras hingegen bieten eine Schärfeverfolgung während der Bildfolge.